# Jezero (gmina Trebnje)
Jezero – wieś w Słowenii, w gminie Trebnje. W 2018 roku liczyła 126 mieszkańców.